# Степанянское
Степанянское (до 1948 года Каукола, фин. Kaukola) — посёлок в  Севастьяновском сельском поселении Приозерского района Ленинградской области.

## Название
Топоним Каукола происходит от личного имени Кауко. 
Зимой 1948 года по решению исполкома Кексгольмского райсовета деревня Каукола получила наименование Пограничная, но затем была переименована в Суворово. Позднее второе наименование тоже было отвергнуто, и в третий раз деревня получила название Степанянское, в память дважды Героя Советского Союза подполковника Нельсона Георгиевича Степаняна, командира 47-го штурмового авиаполка, погибшего 14 декабря 1944 года в воздушном бою под Лиепаей. Переименование было закреплено указом Президиума ВС РСФСР от 1 октября 1948 года.

## История
- Деревня Кавгаля на русской карте 1745 года

- Деревня Каукола на финской карте 1923 года

До 1939 года деревня Каукола входила в состав волости Каукола Выборгской губернии Финляндской республики. 
С 1 января 1940 года в составе Карело-Финской ССР.
С 1 августа 1941 года по 31 июля 1944 года финская оккупация.
С 1 ноября 1944 года в составе Каукольского сельсовета Кексгольмского района.
С 1 октября 1948 года учитывается как деревня Степанянское в составе Степанянского сельсовета Приозерского района. В ходе укрупнения хозяйства к деревне были присоединены соседние селения: Корпе, Рантала, Каллиола, Юхола, Рантала, Вахтилампи и Олкинуора.
С 1 июня 1954 года в составе Богатырёвского сельсовета.
С 1 февраля 1963 года — в составе Выборгского района.
С 1 января 1965 года — вновь в составе Приозерского района. В 1965 году деревня насчитывала 468 жителей. 
По данным 1966 и 1973 годов посёлок Степанянское входил в состав Богатырёвского сельсовета.
По данным 1990 года посёлок Степанянское входил в состав Богатырёвского сельсовета и являлся его административным центром.
В 1997 году в посёлке Степанянское Богатырёвской волости проживали 37 человек, в 2002 году 3 человека (все русские), посёлок являлся административным центром волости.
В 2007 году в посёлке Степанянское Севастьяновского СП не было постоянного населения, в 2010 году — проживали 5 человек.

## География
Посёлок расположен в северной части района на автодороге Степанянское — Яркое.
Расстояние до административного центра поселения (Севастьяново) — 25 км.
Расстояние до ближайшей железнодорожной станции (Кузнечное) — 11 км. 
Посёлок находится на западном берегу озера Узловое (Степанянское).

## Демография
| 2007 | 2010 | 2017 |
| ---- | ---- | ---- |
| 0    | ↗5   | ↘0   |

## Улицы
Узловая, Ферма Яровое.